# Сосновка (Ровненская область)
Сосновка (укр. Соснівка) — село в Семидубской сельской общине Дубенского района Ровненской области Украины.
Население по переписи 2001 года составляло 453 человека. Почтовый индекс — 35660. Телефонный код — 3656. Код КОАТУУ — 5621688201.